# Aqualero
Zwem Club Aqualero Leek/Roden (officiële naam: Aqualero) is een Nederlandse zwemvereniging in de dorpen Leek in de provincie Groningen en Roden in Drenthe. Aqualero is op 13 december 1996 opgericht en telt bijna 100 leden. Om leden te kunnen laten deelnemen aan georganiseerde competities en zwemwedstrijden is de vereniging aangesloten bij de KNZB.

## Geschiedenis
Zwem Club Aqualero Leek/Roden is opgericht op 13 december 1996 door een aantal oud-leden van de zwemverenigingen "ZPC Roden" (1954) uit Roden en "ZPC Nienoord" (1972) uit Leek. De leden komen voornamelijk uit de gemeenten Westerkwartier, Noordenveld en Groningen.

## Accommodatie
De thuisbasis van Aqualero is het zwembad in Sportcentrum De Hullen in Roden. Dit zwembad is eigendom van de gemeente Noordenveld en wordt door haar geëxploiteerd. Aqualero huurt dit bad en speelt hier haar thuiswedstrijden. Daarnaast worden de zwemuren van alle afdelingen verdeeld over de volgende zwembaden; Sportcentrum de Hullen in de gemeente Noordenveld en Zwemkasteel Nienoord op Landgoed Nienoord in Leek in de gemeente Westerkwartier.

## Afdelingen

### Wedstrijdzwemmen
De afdeling wedstrijdzwemmen van Aqualero telt circa 35 jeugdleden. De afdeling is verdeeld over meerdere selecties, waarbij zij uitkomt in drie klassen van de noordelijke zwemcompetitie. 

### Masters zwemmen
Masterszwemmen is de zwemsport die wordt beoefend door zwemmers in de leeftijdsklasse 20 jaar of ouder. Deze zwemmers zwemmen om hun conditie te onderhouden of om deel te nemen aan zwemwedstrijden tegen andere masterzwemmers.

### Trimzwemmen
Voor de volwassenen biedt Aqualero, één keer per week, trimzwemmen aan. Volwassenen kunnen hier een half uur of drie kwartier zwemmen op eigen niveau onder begeleiding van een trainer. De groep varieert hierin van fanatiek tot rustig, van opdrachten tot vrij zwemmen.

### Openwaterzwemmen
Het openwaterzwemmen is geen officiële afdeling van Aqualero. Het zwemmen in openwater, zoals meer, recreatieplas, afgraving, kanaal en zee, is een aanvullende activiteit om de conditie op peil te houden.